# Mehrow
Mehrow is een plaats in de Duitse gemeente Ahrensfelde (Brandenburg), deelstaat Brandenburg, en telt 500 inwoners.